# ФК Венус Букурешт
ФК Венус Букурешт (рум. A.S.C. Venus București) је био румунски фудбалски клуб из Букурешта. Основан је 1915. године и пре него што је угашен 1949. био је најуспешнији фудбалски клуб у Румунији са 8 титула у првенству Румуније.

## Историја
Клуб је основан 5. јула 1915. у старом насељу Венус у Букурешту, које више не постоји након великих промена комунистичких власти. Венус је по први пут учествовао у Првенству Румуније у сезони 1919/20., када и осваја своју прву титулу, а и у наредној сезони је успео да одбрани титулу. У периоду од 1921. до 1928. клуб је са прекидима учествовао у националном првенству, а најбољи резултат из тог периода, у првенству које се тада играло по куп систему, било полуфинале 1922/23. 
Своју трећу титулу Венус осваја у сезони 1928/29., наредне две сезоне није учествовао у завршници првенства, а у сезони 1931/32., последњој која се играла по куп систему, осваја своју четврту титулу. Од сезоне 1932/33. првенство се више није играло у куп формату већ су тимови били подељени у две групе, а победници група су пролазили у финале. У сезони 1933/34., другој са новим системом, Венус прво осваја прво место у својој групи, а затим у две финалне утакмице побеђује Рипенсију Темишвар укупним резултатом 8:5 и стиже до пете титуле.
Од сезоне 1934/35. се игра по двоструком лига систему, а Венус у прве две сезоне у том систему осваја треће и пето место. Венус је 1937. по први пут учествова у неком међународном такмичењу, Митропа купу, али је испао већ у првом колу од мађарског Ујпешта. У првенству је био успешнији јер је у сезони 1936/37. стигао до шесте титуле. Своје последње две титуле клуб је освојио у сезонама 1938/39. и 1939/40., док је 1940. по први пут стигао до финала Купа Румуније, где је ипак Венус изгубио од Рапида Букурешт након чак четири одиграна меча (2:2, 4:4, 2:2, 1:2). У Првој лиги Румуније Венус је последњи пут играо у сезони 1940/41., када је заузео четврто место.
Под комунистичким режимом клуб је 1948. био приморан да се споји са UCB București, тимом администрације канализационих система, чиме је постао Venus-UCB и играо је у Трећој лиги Румуније. Лига је потом 1949. укинута, а исте године је и клуб расформиран.

## Стадион
Своје домаће утакмице клуб је играо на стадиону Венус, који је отворен 11. октобра 1931. Стадион је имао капацитет за око 15.000 гледалаца, а био је први стадион у Румунији на коме је 1935. одигран меч под рефлекторима. На њему је одиграно пет финала Купа Румуније, а фудбалска репрезентација Румуније је 18. маја 1939. на њему одиграла меч против Летоније (4:0). Стадион је срушен 1953. године.

## Успеси
Прва лига Румуније:
- Првак (8): 1919/20, 1920/21, 1928/29, 1931/32, 1933/34, 1936/37, 1938/39, 1939/40.

Куп Румуније:
- Финалиста (1): 1939/40.
- Полуфинале (5): 1936/37, 1937/38, 1938/39, 1940/41, 1941/42.

## Статистика Венуса у Првој лиги
- 180 утакмица, 108 победа, 35 нерешених, 37 пораза, 499 постигнутих голова, 248 примљених голова, 251 бодова.

### Домаћи мечеви
- 90 утакмица, 65 победа, 13 нерешених, 12 пораза, 296 постигнутих голова, 110 примљених голова, 143 бодова.

### Гостујући мечеви
- 90 утакмица, 43 победа, 22 нерешених, 25 пораза, 203 постигнутих голова, 138 примљених голова, 108 бодова.

## Венус у европским такмичењима
| Сезона | Такмичење   | Коло          | Држава                | Клуб   | Резултат |
| ------ | ----------- | ------------- | --------------------- | ------ | -------- |
| 1937.  | Митропа куп | Осмина финала | Мађарска              | Ујпешт | 4:6, 1:2 |
| 1939.  | Митропа куп | Четвртфинале  | Краљевина Италија     | Болоња | 1:0, 0:5 |
| 1940.  | Митропа куп | Четвртфинале  | Краљевина Југославија | БСК    | 0:3, 0:1 |